# Made in Dagenham (Musical)
Made in Dagenham ist ein britisches Musical, das 2014 am Adelphi Theatre in London uraufgeführt wurde. Die Musik stammt von David Arnold, die Gesangstexte von Richard Thomas und das Buch von Richard Bean. Das Musical basiert auf dem gleichnamigen Film aus dem Jahr 2010, der wiederum auf den realen Ereignissen des Streiks der Ford-Nähmaschinenarbeiterinnen im Jahr 1968 beruht.
Die deutsche Erstaufführung fand am 10. Juni 2022 statt, die Schweizer Premiere am 2. März 2023.